# Филологический факультет Пермского государственного университета
Филологи́ческий факульте́т Пермского университета — один из крупнейших филологических факультетов России, был создан в 1960 году. С 1962 года располагался в общежитии № 8, с начала 1980-х — в корпусе № 5. Один из центров филологического образования в Пермском крае и на Урале.

## История

### Возникновение и развитие факультета
В 1960 году историко-филологический факультет Пермского университета разделился на два самостоятельных факультета — исторический и филологический. Основателем и первым деканом филологического факультета стал А. А. Бельский. Филологический факультет (как и исторический) включал три отделения — стационарное (дневное), заочное и вечернее, на которых вели занятия преподаватели трёх кафедр: русского языка и общего языкознания, русской и зарубежной литературы и романо-германских языков. С этого времени в университете стали готовить не только филологов-русистов, но и романо-германистов.
В 1960-е годы на факультете появились лингвисты Л. Н. Мурзин, С. Ю. Адливанкин, К. А. Фёдорова, Л. В. Сахарный, литературовед Н. С. Лейтес и др. Их деятельность стимулировала развитие высшего филологического образования и организации научных исследований этого времени, содействовала формированию в Перми научных филологических школ, подготовке высококвалифицированных специалистов. На рубеже 1950-х и 1960-х гг. факультет обогатился собственными выпускниками (В. К. Шеншин, Н. Е. Васильева, Т. И. Ерофеева, М. П. Котюрова, Р. С. Спивак, Н. В. Гашева, А. Ф. Любимова, Л. А. Грузберг и др.), которые в дальнейшем сыграли большую роль в его развитии.
В конце 1990-х годов были открыты новые специальности: «Перевод и переводоведение» (специальность в 2003 году перешла на факультет СИЯиЛ) и «Журналистика».
С 2009 года на факультете издаётся (совместно с факультетом СИЯиЛ) научный журнал «Вестник Пермского университета. Российская и зарубежная филология», включённый в список ВАК.
В 2010-е годы появилось сразу несколько новых направлений: «Фундаментальная и прикладная лингвистика», «Реклама и связи с общественностью», «Интеллектуальные системы в гуманитарной сфере».
В преподавательский состав факультета на 2014 год входили 16 докторов наук и 37 кандидатов наук.

### Деканы
За время существования факультета им руководили девять деканов:
- Александр Андреевич Бельский (1960—1963)
- Михаил Фёдорович Власов (1963—1964)
- Леонид Николаевич Мурзин (1964—1967)
- Соломон Юрьевич Адливанкин (1967—1971)[5][6]
- Александр Андреевич Бельский (1969—1977)
- Римма Васильевна Комина (1977—1982)
- Тамара Ивановна Ерофеева (1982—1998)
- Борис Вадимович Кондаков (1998—2022)
- Елена Валентиновна Ерофеева (2022 — наст. вр.)

## Структура

### Кафедра русской литературы
В период становления филологического факультета как самостоятельного подразделения кафедрой руководила Р. В. Комина (1957—1973).
В 1964 году профессор А. А. Бельский, один из сотрудников кафедры, создал и возглавил в Пермском университете кафедру зарубежной литературы.
Кафедра проводит научные исследования по нескольким направлениям: историко-типологическое исследование литературы, начатое Р. В. Коминой и С. Я. Фрадкиной.
В русле этого направления — работы Р. С. Спивак, Н. Е. Васильевой, З. В. Станкеевой, С. В. Бурдиной, А. А. Арустамовой. Исследованием литературы в контексте городской культуры занимаются В. В. Абашев, Е. М. Четина; изучением фольклора и народной культуры Урала занимались М. А. Ганина, К. Э. Шумов, В. А. Кустов.
Заведующие кафедрой:
- Римма Васильевна Комина (1957—1973);
- Маргарита Александровна Ганина (1973—1976);
- Сарра Яковлевна Фрадкина (1976—1981);
- Римма Васильевна Комина (1982—1991);
- Владимир Васильевич Абашев (1991—1996);
- Рита Соломоновна Спивак (1997);
- Борис Вадимович Кондаков (1997—2017);
- Светлана Викторовна Бурдина (с 2017).

### Кафедра зарубежной литературы (до 2003)
Кафедра основана в 1964 году А. А. Бельским.
С 1999 года называется кафедра мировой литературы и культуры.
В 2003 году отделена в состав нового факультета — современных иностранных языков и литератур (СИЯиЛ). Заведующим кафедрой является ученик А. А. Бельского декан факультета СИЯиЛ Б. М. Проскурнин. В 1997 году на кафедре был открыт единственный в России центр по изучению английской истории, культуры и литературы XIX в. («Викторианский центр») в сотрудничестве с коллегами из Великобритании и Германии.
Заведующие кафедрой:
- Александр Андреевич Бельский (1964—1977)
- Раиса Фёдоровна Яшенькина (1977—1988)
- Аделаида Фёдоровна Любимова (1988—1994)
- Борис Михайлович Проскурнин (1999—2003).

### Кафедра русского языка и общего языкознания (до 1982)
Основы кафедры были заложены ещё в 1941 году, когда в Молотовском университете был воссоздан историко-филологический факультет. Появившуюся тогда кафедру языкознания возглавила М. А. Генкель. В 1944 году была организована кафедра русского языка и общего языкознания; первым её заведующим стал доцент И. М. Захаров. В 1982 году кафедра была разделена на кафедру русского языка и стилистики и общего и славяно-русского языкознания.
Заведующие кафедрой:
- Иван Михайлович Захаров (1944—1956)
- Мария Александровна Генкель (1958—1971)
- Маргарита Николаевна Кожина (1971—1982)

### Кафедра русского языка и стилистики
Созданная в 1982 году, кафедра развивает одно из ведущих направлений в изучении языка — функционально-стилистическое, предварившее современную коммуникативную лингвистику.
Его основы были заложены заслуженным деятелем науки РФ, профессором М. Н. Кожиной, создателем пермской стилистической школы. В рамках этого направления защищены докторские диссертации М. П. Котюровой, Е. А. Баженовой, Т. Б. Трошевой, В. А. Салимовского, Н. В. Данилевской.
Заведующие кафедрой:
- Маргарита Николаевна Кожина (1982—1993)
- Мария Павловна Котюрова (1993—2006)
- Елена Александровна Баженова (2006—2020)
- Наталия Васильевна Данилевская (2020[9] — наст. время).

### Кафедра общего и славяно-русского языкознания
Кафедра общего и славяно-русского языкознания (с 1998 — кафедра общего и славянского языкознания; с 2013 — кафедра теоретического и прикладного языкознания) отделилась от кафедры русского языка и общего языкознания в 1982 году.
Её основателем был профессор Л. Н. Мурзин.
Синтаксические деривационные исследования были продолжены в работах профессора В. А. Мишланова.
Русская речь Прикамья изучается пермской школой диалектологов (Л. А. Грузберг, В. А. Малышева, И. И. Русинова).
Среди трудов кафедры — издание словаря говора деревни Акчим, и др. словари.
Пользуются известностью словари и книги Е. Н. Поляковой, посвященные проблемам истории слов и имен собственных.
Фонетика современной городской речи стала предметом научных интересов Е. В. Ерофеевой; целостный анализ речи горожан осуществляется школой социолингвистов под руководством Т. И. Ерофеевой.
Психолингвистические проблемы усвоения языка и порождения речи, истории, типологии языков и теории синтаксиса разрабатывались Ю. А. Левицким и И. Г. Овчинниковой.
Заведующие кафедрой:
- Леонид Николаевич Мурзин (1982—1996)
- Тамара Ивановна Ерофеева (1996—2012)
- Елена Валентиновна Ерофеева (2012 — наст. время)

### Кафедра журналистики и массовых коммуникаций
Журналистское образование в Пермском государственном университете началось в 1997 году, когда на филологическом факультете при кафедре русского языка и стилистики была открыта специализация по этому направлению. В 1998 году открылась специальность «Журналистика» (которую возглавила Лилия Рашидовна Дускаева); в 1999 году состоялся первый набор студентов на новую специальность.
В 2002 году появляется в качестве отдельного подразделения кафедра журналистики, включившая и новых сотрудников, которую возглавил В. В. Абашев.
В 2013 году кафедра журналистики объединилась с кафедрой речевой коммуникации; новой кафедрой также руководит В. В. Абашев.
Выпускники кафедры являются сотрудниками и редакторами крупных пермских СМИ.
Заведующие кафедрой (специальностью):
- Лилия Рашидовна Дускаева (1997—2002, создатель специальности «Журналистика»).
- Владимир Васильевич Абашев (2002 — наст. время).

### Кафедра романо-германских языков (до 1972)
Кафедра романо-германских языков была создана в 1960 году. Её создателем и первой заведующей была доцент Юлия Петровна Неронова (с 1964 — доцент К. В. Веселухина, ранее — заведующая секцией английского языка).
Её предшественницей в плане преподавания иностранных языков в университете была кафедра иностранных языков, созданная Н. П. Обнорским в 1931 году. Само же преподавание по этому профилю велось с момента основания университета (многие из преподавателей позже получили известность). Так, в с 1916 году: А. А. Смирнов (позже — известный переводчик, кельтолог, шахматист, шахматовед) вёл французский и старофранцузский языки), Н. П. Оттокар (будущий ректор университета) вёл немецкий язык, А. И. Вольдемарас (будущий первый премьер-министр Литовской республики) вёл греческий и английский языки.
С 1960 года на кафедре готовили студентов по двум специальностям — английскому и немецкому языкам и литературе, а с 1965 была открыта третья специальность — «Французский язык и литература».
На кафедре было организовано 3 секции: секция английского языка во главе со старшим преподавателем К. В. Веселухиной, секция немецкого языка во главе со старшим преподавателем Ю. А. Левицким и секция французского языка во главе со старшим преподавателем Т. А. Поповой.
В 1972 году на её основе было создано три новых кафедры — английской, немецкой и романской филологии, которые возглавили К. В. Веселухина, Ю. А. Левицкий, Т. А. Попова).
Заведующие кафедрой:
- Юлия Петровна Неронова (1960—1964).
- Ксения Владимировна Веселухина (1964—1972).

#### Кафедра английской филологии (до 2003)
Кафедра английской филологии в качестве самостоятельного подразделения в составе филологического факультета ПГУ была создана в 1972 году. Первой заведующей кафедрой стала доцент К. В. Веселухина.
Научная деятельность кафедры включает следующие научные направления: сопоставительная лингвистика (проф. Л. М. Алексеева, доц. Ю. Н. Пинягин, доц. М. Н. Литвинова), социолингвистика (доц. Г. С. Двинянинова), функциональная стилистика (доц. Н. В. Шутёмова), история языка (доц. А. М. Подгаец, ст. преп. Е. Н. Петкова), переводоведение (проф. Л. М. Алексеева, проф. Л. В. Кушнина, доц. Ю. Н. Пинягин, доц. М. Н. Литвинова, доц. Е. А. Смольянина), межкультурная коммуникация (проф. Т. М. Пермякова), когнитивная лингвистика и теория дискурса (д. филол. н. С. Л. Мишланова, проф. Л. М. Алексеева).
С 2003 года кафедра вошла в состав факультета современных иностранных языков и литератур (с 2004 по 2015 годы её возглавляла Л. М. Алексеева).
Заведующие кафедрой:
- Ксения Владимировна Веселухина (1972—1982).
- Юрий Николаевич Пинягин (1983—2004)[19].

#### Кафедра немецкой филологии (до 2003)
С 1972 года кафедра немецкой филологии существует как самостоятельное подразделение в составе филологического факультета Пермского университета. Новую кафедру возглавил доц. Ю. А. Левицкий.
Кафедра проводит исследования в области теории текста (Л. А. Голякова, С. Ф. Плясунова, Э. Б. Погудина), межкультурных аспектов теории перевода (Л. Г. Лапина), форм межкультурной коммуникации (доцент Т. Ю. Вавилина) и проблем лингводидактики (доценты И. П. Кузьмина, Т. Г. Агапитова).
С 2003 года кафедра вошла в состав факультета современных иностранных языков и литератур.
Заведующие кафедрой:
- Юрий Анатольевич Левицкий (1972—1974).
- Ирина Петровна Кузьмина (1975—1982).
- Лариса Григорьевна Лапина (1982—1998).
- Тамара Юрьевна Вавилина (1998—2015).

#### Кафедра романской филологии (до 2003)
В 1972 году секция французского языка была преобразована из секции французского языка (которой заведовала Тамара Александровна Попова) кафедры романо-германских языков в кафедру романской филологии. Новую кафедру возглавила к. филол. н., доцент Н. Н. Мильман (с 2013 года — кавалер ордена Академических пальм, Франция). Преподаватели кафедры Г. Н. Метелева, Г. В. Велитарская, И. И. Шутова, Е. Л. Морозова, и др. заложили фундамент подготовки в области французского языка и романской филологии.
С 2003 года кафедра вошла в состав факультета современных иностранных языков и литератур.
Заведующие кафедрой:
- Нина Николаевна Мильман (1972—1986).
- Инна Ивановна Шутова (1986—2002).
- Наталья Владимировна Хорошева (2002—2015).

С 1 марта 2015 г. кафедры английской, немецкой и романской филологии были объединены в кафедру лингвистики и перевода факультета СИЯиЛ[неизвестный термин] Пермского государственного университета под руководством Н. В. Хорошевой.

### Лаборатории
- учебно-научная лаборатория экологии языка (при кафедре русского языка и стилистики);
- научная лаборатория «Духовная культура Прикамья в лингвистическом аспекте» (при кафедре общего и славянского языкознания);
- научно-исследовательский словарный кабинет (при кафедре общего и славянского языкознания);
- учебно-научная исследовательская лаборатория речевой коммуникации и акустики речи [лаборатория акустики речи] (при кафедре общего и славянского языкознания);
- научная лаборатория «Речь города в социокультурном аспекте» (при кафедре общего и славянского языкознания);
- лаборатории речевой коммуникации и акустики речи (при кафедре общего и славянского языкознания);
- учебно-научная лаборатория «Фольклор Прикамья» (при кафедре русской литературы);
- учебно-научная лаборатория культурной и визуальной антропологии (при кафедре русской литературы);
- лаборатория лингвокриминалистики (при кафедре речевой коммуникации);
- лаборатория политики культурного наследия (при кафедре журналистики и массовых коммуникаций).

## Выпускники
Филологический факультет (отделение) Пермского университета — родина нескольких поколений известных писателей, поэтов:
- на рубеже 1940–1950-х годов — Владимир Радкевич (1949), Андрей Ромашов (1951), Алексей Домнин (1951), Лев Давыдычев (1952), Татьяна Чернова (1952);
- на рубеже 1950–1960-х годов — Нина Аверина (1959), Альмира Зебзеева (1959),  Александр Грузберг (1960), Борис Гашев (1961);
- на рубеже 1960–1970-х годов — Ирина Христолюбова (1968), Нина Горланова (1970), Леонид Юзефович (1970), Анатолий Королёв (1970), Владимир Пирожников (1971);
- в середине 1970-х годов — Бэла Зиф (1975), Владимир Виниченко (1976), Владислав Дрожащих (1977);
- на рубеже 1970–1980-х годов — Виталий Богомолов (1978), Юрий Беликов (1980), Юрий Асланьян (1980), Вячеслав Букур (1980), Вячеслав Запольских (1980), Анатолий Субботин (1980)[21][22]
- на рубеже  1980–1990-х годов — Сергей Силин (1989), и др.

С филологическим факультетом (отделением) Пермского университета связаны судьбы таких писателей как Аля Рахманова, поэтов В. В. Кальпиди, поэтов и музыкантов Г. Данского, Д. Михеенко, режиссёра и музыканта А. Гарсиа, музыканта Е. Чичерина, режиссёра и актёра А. Курганова и др. (см. также: Филологи ПермГУ).
Его выпускники — работники СМИ и издательств Прикамья и России: П. П. Корчагин, И. Маматов, Н. Гашева, В. Фефилов, А. Зебзеева, В. Л. Шахова, Д. Жебелев, Л. Мульменко, А. Гущин, Т. Г. Зырянова, Е. Чагина, О. Богданова, Я. Габдуллина.
Выпускниками факультета также являются учёные-филологи В. В. Абашев, Е. А. Баженова, М. А. Генкель, Л. А. Грузберг, А. А, Грузберг, Л. Р. Дускаева, Е. В. Ерофеева, Т. И. Ерофеева, М. Н. Кожина, Б. М. Кондаков, М. П. Котюрова, Б. М. Проскурнин, Р. С. Спивак и др.

## Расположение факультета
- Корпус № 2 Пермского университета, где в 1960 году располагались кафедры филологического факультета
- Общежитие № 2, куда в 1962 году переехали кафедры филологического и экономического факультета ПГУ
- Корпус № 5, куда в 1978 году переехал филологический факультет ПГУ

### Книги
- Poesis. Книга биографий поэтов — выпускников филологического факультета Пермского государственного университета / сост. Н. Е. Васильева; отв. за выпуск Б. В. Кондаков. Пермь: ПГНИУ, 2014. 230 с.
- Prosa Oratio. Книга биографий писателей — выпускников филологического факультета Пермского государственного университета / сост. Н. Е. Васильева; отв. за выпуск Б. В. Кондаков. Пермь: ПГНИУ, 2014. 296 с.
- А жизнь — одна и неразъятна. Воспоминания о Соломоне Юрьевиче Адливанкине. Пермь: Издательский центр «Титул», 2011. 352 с., илл.
- Взойди, звезда воспоминанья! Страницы воспоминаний выпускников филологического факультета Пермского университета. Пермь: ПГУ, 2006. Т. 1. 332 с.
- Генкель М. А. Уральские просветители: семья Генкель. Пермь: Изд-во Пермского ун-та, 1996.
- Деловые люди, или Филологи в бизнесе. Страницы из жизни выпускников факультета, работающих в административной и коммерческой сфере / сост. Н. Е. Васильева; отв. за вып. Б. В. Кондаков; Перм. гос. нац. исслед. ун-т. — Пермь, 2017. — 244 с.: ил. ISBN 978-5-7944-3002-8
- Ещё волнуются живые голоса: Воспоминания о С. Ю. Адливанкине. Пермь: Перм. ун-т, 1994. 184 с.
- Живописцев В. П. Верность слову // Живописцев В. П. День открытых дверей. Пермь: Пермское книжное издательство, 1986. 133 с. С. 45-52.
- История филологического факультета (1916—1976) (Электронный ресурс) / под общ. ред. А. В. Пустовалова; Перм. гос. нац. исслед. ун-т. — Электр. дан. — Пермь, 2015. — 724 Кб. ISBN 978-5-7944-2474-4.
- Наши ветераны. Страницы истории филологического факультета Пермского университета. Пермь: ПГНИУ, 2012. 164 с.
- Острова одиночества мысли: Страницы творчества выпускников филологического факультета Пермского университета / Пермь: ПГУ, 2006. Т. II. 316 с.
- Римма. Книга воспоминаний о профессоре Римме Васильевне Коминой. Пермь, 1996. 400 с.
- Свеча горела… Книга о профессоре Пермского государственного университета С. Я. Фрадкиной. Пермь: ПГУ, 2008. 273 с.
- Талант учителя — в его учениках: к юбилею Т. И. Ерофеевой. Пермь: ПГНИУ, 2012. 316 с.
- Университеты жизни: Страницы биографий учителей — выпускников филологического факультета Пермского университета: в 2 ч. / сост. Н. Е. Васильева; отв. за вып. Б. В. Кондаков. Пермь: ПГНИУ, 2013. Ч. 1. 117 с.
- Университеты жизни: Страницы биографий учителей — выпускников филологического факультета Пермского университета: в 2 ч. / сост. Н. Е. Васильева; отв. за вып. Б. В. Кондаков. Пермь: ПГНИУ, 2013. Ч. 2. 134 с.
- Филологический факультет // Пермский государственный университет им. Горького: Исторический очерк. 1916—1966 / Под ред. Ф. С. Горового. Пермь: Пермское книжное издательство, 1966. 292 с. С. 201—204.
- Филологический факультет: события и люди. Страницы истории филологического факультета Пермского университета / Сост. Н. Е. Васильева; отв. за выпуск Б. В. Кондаков. Пермь: ПГНИУ, 2011. 608 с.
- Филологический юмор (Gaudeamus igitur) / сост. Н. Е. Васильева; отв. за вып. Б. В. Кондаков; Перм. гос. нац. исслед. ун-т. — Пермь, 2019. — 380 с.: ил. ISBN 978-5-7944-3252-7

### Статьи
- Алексеева Л. М. Зарубежная филология в Пермском государственном университете // Владимир Павлович Гудков в обрамлении юбилейных эпитетов. Информационный бюллетень № 7 Совета по филологии учебно-методического объединения по классическому университетскому образованию. Сайт филологического факультета МГУ имени М. В. Ломоносова. 2004.
- Веселухина К. В. А годы летят, наши годы летят, но хочется нам оглянуться назад… // Пермский университет в воспоминаниях современников / Сост. В. И. Костицын. Пермь: Изд-во Перм. ун-та, 1996. Вып. 4. Живые голоса. 188 с.: ил. ISBN 5-8241- 0127-2. С. 132—137.
- Кондаков Б. В. Филология в Пермском государственном университете // Владимир Павлович Гудков в обрамлении юбилейных эпитетов. Информационный бюллетень № 7 Совета по филологии учебно-методического объединения по классическому университетскому образованию. Сайт филологического факультета МГУ имени М. В. Ломоносова. 2004.
- Основные научные направления филологического факультета с 1916 по 1966 гг. / М. А. Генкель и др. // Учен. зап. Пермского ун-та. 1966. № 162. С. 5-23.
- Профессора Пермского государственного университета: (1916—2001) / Гл. ред. В. В. Маланин. Пермь: Изд-во Перм. ун-та, 2001. 279 с.
- Пустовалов А. В. Семь удивительных деканов // Пермский университет. № 2 (1849). 4 февраля 2015. С. 4.
- Стойчев Степан Антонович // Костицын В. И. Ректоры Пермского университета. 1916—2006. Изд. 2-е, перераб. и доп. / Перм. ун-т. Пермь, 2006. 352 с. С. 91-103. ISBN 5-7944-0613-5.
- Филологический факультет // Кертман Л. Е., Васильева Н. Е., Шустов С. Г. Первый на Урале. Пермь: Пермское книжное издательство. 1987. 234 с.
- Филологический факультет (недоступная ссылка) // Пермский государственный университет / отв. за вып. В. И. Костицын. Пермь: Пресс-центр, 2001. 96 с. С. 42-47.
- Филологический факультет Пермского государственного университета // Российский государственный гуманитарный университет. 22.12.2008.